# Lukavac Veli
Lukavac Veli je nenaseljeni otočić u hrvatskom dijelu Jadranskog mora. Jedan je od dva otočića koje se zajedno nazivaju Lukavci. Lukavac Mali se nalazi 700 metara jugoistočno.
Površina otoka je 27.387 m2, duljina obalne crte 651 m, a visina 4 metara.